# 苏阿尼亚斯
苏阿尼亚斯（法語：Souanyas，法語發音：[swaɲas] ⓘ）是法国东比利牛斯省的一个市镇，属于普拉德区。

## 地理
苏阿尼亚斯（42°32'59"N, 2°16'44"E）面积4.81 平方千米，位于法国奧克西塔尼大區东比利牛斯省，该省份为法国大陆部分最南部的省份，涵盖了北加泰罗尼亚，北起奥德省，西接阿列日省和安道尔，南与西班牙接壤，东临地中海。
与苏阿尼亚斯接壤的市镇（或旧市镇、城区）包括：奥莱特、埃斯卡罗、涅尔、卡纳韦耶。

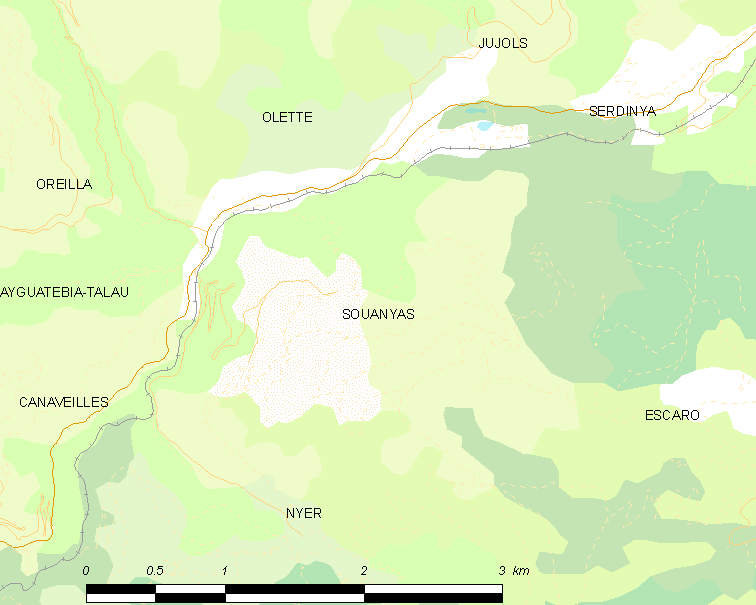
苏阿尼亚斯的OSM定位图

苏阿尼亚斯的时区为UTC+01:00、UTC+02:00（夏令时）。

## 行政
苏阿尼亚斯的邮政编码为66360，INSEE市镇编码为66197。

## 政治
苏阿尼亚斯所属的省级选区为加泰罗尼亚比利牛斯县。

## 人口

1962-2008年间苏阿尼亚斯人口变化图示

苏阿尼亚斯于2022年1月1日时的人口数量为31人。